# Perizoma iduna
Perizoma iduna är en fjärilsart som beskrevs av Louis Beethoven Prout 1910. Perizoma iduna ingår i släktet Perizoma och familjen mätare. Inga underarter finns listade i Catalogue of Life.